# 博洛濟夫
49°35′29″N 22°55′6″E / 49.59139°N 22.91833°E
博洛濟夫（烏克蘭語：Болозів），是烏克蘭西部的村莊，隸屬利維夫州的桑比爾區。該村始建於1406年，面積2.11平方公里，海拔高度297米，2001年人口691，人口密度每平方公里327.49人。